# Jean Grave
Jean Grave (16 de outubro de 1854 – 8 de dezembro de 1939) foi um importante ativista do movimento anarquista francês, sapateiro de profissão. Participou do periódico "Le Révolté" juntamente com Élisée Reclus. Fora inicialmente um socialista, convertendo-se em anarcocomunista depois de 1880 e tornou-se um popularizador das ideias de Piotr Kropotkin.
Encontra-se colaboração da sua autoria na revista de cariz anarquista Luz e Vida  (1905).

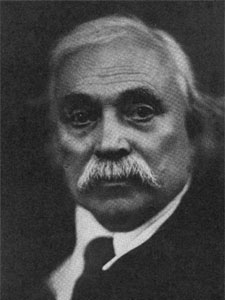
Jean Grave na senioridade